# Roostoja
Koordinaten: 59° 4′ N, 27° 9′ O
Roostoja ist ein Dorf (estnisch küla) in der Landgemeinde Alutaguse (bis 2017 Tudulinna). Es liegt im Kreis Ida-Viru (Ost-Wierland) im Nordosten Estlands.

## Beschreibung und Geschichte
Das Dorf hat 31 Einwohner (Stand 1. Januar 2011).
Es liegt am gleichnamigen kleinen Bach, dem Roostoja oja. Sein Name stammt von dem rötlichen (weil eisenhaltigen) Moorwasser, das aus dem nahegelegenen Sumpfgebiet stammt.
Ein Erinnerungsstein im Ort gedenkt der Einwohner von Roostoja, die durch den Stalinismus zwischen 1941 und 1956 ums Leben gekommen sind.